# Sylvain Rota
Sylvain Rota (* 24. Januar 1984 in Chambéry) ist ein ehemaliger französischer Triathlet und Ironman-Sieger (2012).

## Werdegang
Sylvain Rota war als Jugendlicher im Schwimmsport aktiv.
Er kam als 18-Jähriger zum Triathlon und seit 2006 ist er bei der Berufsfeuerwehr in Annecy tätig.

### Ironman-Sieger 2012
Im April 2012 startete er erstmals auf der Ironman-Distanz und im September konnte der damals 28-Jährige den Ironman Wales für sich entscheiden.
2016 belegte er als bester Franzose in 2:34 h den achten Rang beim Marathon des Alpes-Maritimes zwischen den Städten Nizza und Cannes.
Seit 2016 tritt Sylvain Rota nicht mehr international in Erscheinung.

## Sportliche Erfolge
| Datum/Jahr    | Rang | Wettbewerb                     | Austragungsort  | Zeit     | Bemerkung                                                                       |
| ------------- | ---- | ------------------------------ | --------------- | -------- | ------------------------------------------------------------------------------- |
| 18. Mai 2014  | 16   | Ironman 70.3 Pays d’Aix France | Aix-en-Provence | 04:15:31 | hinter dem Sieger Bertrand Billard                                              |
| 22. Sep. 2013 | 22   | Ironman 70.3 Pays d’Aix France | Aix-en-Provence | 04:22:09 |                                                                                 |
| 26. Mai 2013  | 14   | Ironman 70.3 Austria           | St. Pölten      | 03:40:47 | Das Rennen musste witterungsbedingt ohne die Schwimmdistanz ausgetragen werden. |

| Datum/Jahr    | Rang | Wettbewerb                                         | Austragungsort | Zeit     | Bemerkung                                                             |
| ------------- | ---- | -------------------------------------------------- | -------------- | -------- | --------------------------------------------------------------------- |
| 23. März 2014 | 15   | Ironman Melbourne                                  | Melbourne      | 08:32:48 | als bester Franzose und persönliche Bestzeit                          |
| 1. Sep. 2013  | DNF  | ETU Long Distance Triathlon European Championships | Vichy          | –        | Europameisterschaft auf der Langdistanz im Rahmen der Challenge Vichy |
| 16. Sep. 2012 | 1    | Ironman Wales                                      | Pembrokeshire  | 08:52:43 | [ 2 ]                                                                 |
| 22. Apr. 2012 | 8    | Ironman South Africa                               | Port Elizabeth | 09:11:24 |                                                                       |

(DNF – Did Not Finish)